# Katastrofa lotu Tan-Sahsa 414
Katastrofa lotu Tan-Sahsa 414 wydarzyła się 21 października 1989 roku w Tegucigalpie, stolicy Hondurasu. Samolot Boeing 727-224 należący do linii Tan-Sahsa rozbił się o wzgórze w pobliżu portu lotniczego Tegucigalpa-Toncontin z powodu błędu pilota.

## Samolot
Boeing 727 to wąskokadłubowy samolot pasażerski o średnim zasięgu, produkowany w latach 1963-1984 w Stanach Zjednoczonych. Samolot, który uległ katastrofie to Boeing 727-224, należący do Continental Airlines (nr rej. N88705). Został wzięty w leasing przez Tan-Sahsa do obsługi trasy ze stolicy Nikaragui - Managui (Augusto C. Sandino) do honduraskiej Tegucigalpy (Tegucigalpa-Toncontin).

## Przebieg wydarzeń
Lot 414 przebiegał bez problemów, do momentu podchodzenia do lądowania. Załoga dostała zgodę na lądowanie VOR/DME na pas 01 od wieży kontroli lotniska Tegucigalpa-Toncontin. Z powodu wzniesień otaczających lądowisko, procedura lądowania miała polegać na trzystopniowym obniżaniu, aż do dotknięcia pasa startowego. Załoga wbrew procedurze rozpoczęła ciągłe zniżanie aż do momentu katastrofy. Faktyczna ścieżka podejścia znalazła się dużo poniżej prawidłowej. 
Samolot uderzył w górę zwaną Cerro de Hula, około 9 kilometrów przed lotniskiem. W momencie katastrofy maszyna była w konfiguracji podejścia do lądowania. Samolot rozpadł się na trzy części. W kokpicie i części kadłuba z pierwszą klasą pasażerską znajdowały się niemalże wszystkie osoby, które przeżyły katastrofę, jako że samolot znajdował się w pozycji bliskiej przeciągnięcia, z nosem uniesionym w górę.

## Po katastrofie
Kapitan Raúl Argueta i Pierwszy Oficer Reiniero Canales oskarżeni o spowodowanie katastrofy stanęli przed sądem, jednak sprawa nie doczekała się rozstrzygnięcia.
Pięć miesięcy po katastrofie samolot Lockheed L-188 Electra obsługiwany przez Sahsa Carga (HR-TNL) rozbił się w tym samym miejscu w podobnej sytuacji. Była to trzecia katastrofa linii Sahsa w ciągu sześciu miesięcy.
Z powodu wątpliwości dotyczących bezpieczeństwa w liniach i katastrof, które wydarzyły się w tak krótkim odstępie czasu – Sahsa ogłosiły bankructwo na początku lat 90.